# エシェル回折格子

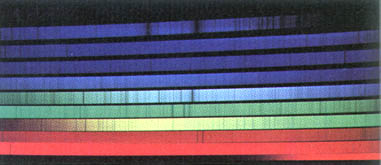
エシェル回折格子で得られた太陽光スペクトル。

エシェル回折格子（エシェルかいせつこうし、英: echelle grating）は、ブレーズド回折格子の一種である。溝の数が少なく、高次の回折光を利用するよう溝の形が工夫されている。エシェルはフランス語で階段を意味すéchelleより。

## 原理

最初の標準回折格子はある低次の回折光を、エシェル回折格子では高次回折光を利用する。エシェル回折格子で発生する複数の次数の回折光の重なりが横方向に分離されるように、2つの回折格子は垂直に設置される。

通常の回折格子では、1次または2次のような低次の回折光を用いる。分解能を向上させるには、溝の数を増やす必要があるが、加工技術により制限がある。
それに対しエシェル回折格子では数10～数100といった高次の回折光を用いる。たとえば波長が約200 nmの光では90～100次、約800 nmの光では20～25次の回折光を利用する。高次光を用いるため分解能がきわめて高い。一方で高次の回折光を用いると迷光の影響を強く受けるため、溝の形状は精密に制御しなければならない。
エシェル回折格子では、溝の数が数10～数100本/mmと非常に少ない。溝の形については、ブレーズ角が60～70度程度と極端に大きい。入射光は溝の反射面にほぼ垂直に入射し、ほとんど同じ角度で回折させる。つまり入射角と回折角は、ブレーズ角にほぼ等しい。よって次数の大きな回折光を使っているにもかかわらず充分な明るさが得られる。
高次の回折光を利用するため、異なる次数のさまざまな波長の光が、同じ測定位置に重なり合う。たとえば200 nmの2次回折光は400 nmの位置に、3次回折光は600 nmの位置に回折光が現れる。そのためエシェル回折格子の手前に別の分散型分光器（プリズムや回折格子）を設置して、各次数の光をスペクトルに対して直角方向に分光させることで回折光の重なりを排除する。エシェル回折格子によって得られるスペクトルは、狭い波長帯のスペクトルが次数順に縦に積み重なった2次元的な構造をしている。このため集光部で平面上に分散したスペクトルを面検出できる半導体面検出器を置くことで、全波長を同時検出することができる。プリズムと組み合わせて使用する場合は、プリズム材質の光学特性によって分光できる波長に制限がある。